# Bouchain
Bouchain település Franciaországban, Nord megyében. Lakosainak száma 4054 fő (2022. január 1.). Bouchain Mastaing, Wavrechain-sous-Faulx, Estrun, Hordain, Lieu-Saint-Amand, Lourches, Marquette-en-Ostrevant, Neuville-sur-Escaut, Paillencourt és Rœulx községekkel határos.